# إيست بوينت (جورجيا)
إيست بوينت (بالإنجليزية: East Point, Georgia) هي مدينة تقع في مقاطعة فولتن بولاية جورجيا في الولايات المتحدة. تبلغ مساحة هذه المدينة 35.6 (كم²)، وترتفع عن سطح البحر 320 م، بلغ عدد سكانها 33712 نسمة في عام 2010 حسب إحصاء مكتب تعداد الولايات المتحدة.

## أعلام
- جيمي كروفورد
- جاي جاي مان
- نيك روجرز
- سكوت راسل
- جايسون روجرز
- إدوارد ليونارد كينغ

## وصلات خارجية
- Cities & Counties - Georgia.gov